# Atletismo nos Jogos Pan-Americanos de 1959 - Salto em distância feminino
A prova do salto em distância feminino nos Jogos Pan-Americanos de 1959 foi realizada em Chicago, Estados Unidos.

## Medalhistas
| Ouro                               | Prata                                | Bronze                          |
| Anna Lois Smith USA Estados Unidos | Margaret Matthews USA Estados Unidos | Willye White USA Estados Unidos |

## Resultados
| Posição           | Nome              | Nacionalidade      | Marca | Notas |
| ----------------- | ----------------- | ------------------ | ----- | ----- |
| Medalha de ouro   | Anna Lois Smith   | USA Estados Unidos | 5.73  |       |
| Medalha de prata  | Margaret Matthews | USA Estados Unidos | 5.72  |       |
| Medalha de bronze | Willye White      | USA Estados Unidos | 5.70  |       |
| 4                 | Maureen Reever    | CAN Canadá         | 5.27  |       |
| 5                 | Eliana Gaete      | CHI Chile          | 5.00  |       |
| 6                 | Iris dos Santos   | BRA Brasil         | 4.87  |       |
| 7                 | Valerie Jerome    | CAN Canadá         | 4.03  |       |